# 국립 아카이브 목록
국립 아카이브(National Archives)는 국가가 운영하는 중앙 아카이브이다.

## 국가 기록원 목록

### ㄱ
- 그리스 국가기록원

### ㄴ
- 나이지리아 국가기록원
- 네덜란드 국가기록원
- 노르웨이 국가기록원
- 뉴질랜드 국가기록원
- 니카라과 국가기록원

### ㄷ
- 대한민국 국가기록원
- 덴마크 국가기록원
- 독일 연방기록원

### ㄹ
- 러시아 연방기록원
- 루마니아 국가기록원
- 룩셈부르크 국가기록원
- 리히텐슈타인 국가기록원

### ㅁ
- 말레이시아 국가기록원
- 멕시코 국가기록원
- 모로코 국가기록원
- 몬테네그로 국가기록원
- 몰타 국가기록원
- 미국 국가기록원

### ㅂ
- 바티칸 비밀문서고
- 벨기에 국가기록원
- 부탄 국가기록원
- 북아일랜드 국가기록원
- 브라질 국가기록원

### ㅅ
- 세네갈 국가기록원
- 세르비아 국가기록원
- 스리랑카 국가기록원
- 스웨덴 국가기록원
- 스위스 연방기록원
- 스위스 학술기록원
- 스코틀랜드 국가기록원
- 스페인 시망카스 기록원
- 스페인 인디아스 기록원
- 슬로바키아 국가기록원
- 슬로베니아 국가기록원
- 싱가포르 국가기록원

### ㅇ
- 아르메니아 국가기록원
- 아르헨티나 국가기록원
- 아일랜드 국가기록원
- 아제르바이잔 국가기록원
- 알바니아 국가기록원
- 에디오피아 국가기록원
- 에스토니아 국가기록원
- 에콰도르 국가기록원
- 영국 국가기록원
- 오스트레일리아 국가기록원
- 이라크 국가기록원
- 이스라엘 국가기록원
- 이집트 국가기록원
- 이탈리아 국가기록원
- 인도 국가기록원
- 인도네시아 국가기록원
- 일본 국립공문서관

### ㅈ
- 조지아 국가기록원
- 지브롤터 기록원

### ㅊ
- 체코 국가기록원
- 칠레 국가기록원

### ㅋ
- 캐나다 국가기록원
- 콜롬비아 국가기록원
- 크로아티아 국가기록원
- 키프로스 국가기록원

### ㅌ
- 타이완 국가기록원
- 트리니다드토바고 국가기록원

### ㅍ
- 파라과이 국가기록원
- 파키스탄 국가기록원
- 포르투갈 국가기록원
- 폴란드 국가기록원
- 프랑스 국가기록원
- 핀란드 국가기록원
- 필리핀 국가기록원

### ㅎ
- 헝가리 국가기록원

## 같이 보기
- 국립도서관